# Losartan
Losartan je antagonist angiotenzin II receptora koji se uglavnom koristi za tretiranje visokog krvnog pritiska (hipertenzije). Losartan je bio prvi angiotenzin II antagonist na tržištu. Merck & Co. prodaje losartan kalijum pod robnim imenom Cozaar. Losartan je dostupan u generičkoj formi.
Mada klinička evidencija pokazuje da su blokatori kalcijumskih kanala i diuretici tiazidnog tipa preferentni tretmani prvog reda za većinu pacijenata (sa gledišta efikasnosti i troška), antagonist angiotenzin II receptora poput losartan se preporučuje kao tretman prvog reda za pacijente sa manje od 55 godina koji ne mogu da tolerišu ACE inhibitore.

## Osobine
| Osobina                  | Vrednost |
| ------------------------ | -------- |
| Broj akceptora vodonika  | 5        |
| Broj donora vodonika     | 2        |
| Broj rotacionih veza     | 8        |
| Particioni koeficijent ( | 4,7      |
| Rastvorljivost (logS, log(mol/L))       | -7,2     |
| Polarna površina (PSA, Å2)  | 92,5     |

## Spoljašnje veze
- Merck & Co.
- Merck & Co.

|  | Molimo Vas, obratite pažnju na važno upozorenje u vezi sa temama iz oblasti medicine (zdravlja). |